# Zweigelt

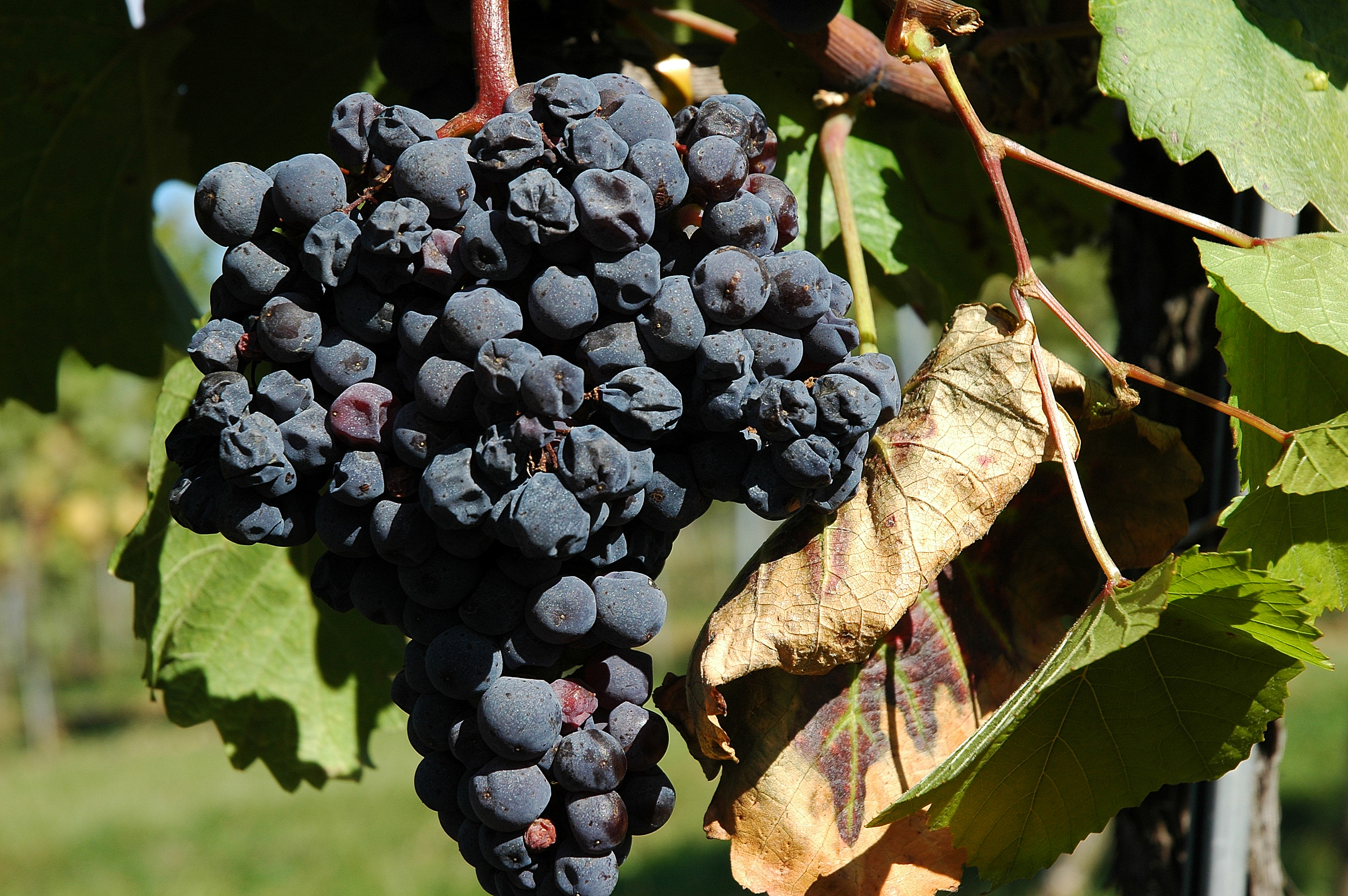
Zweigelt

Zweigelt is een blauwe druif die in 1922 ontwikkeld is door Fritz Zweigelt van het Federale Instituut voor Wijncultuur in Klosterneuburg, Oostenrijk. Het is een kruising van de St. Laurent en  Blaufränkischdruiven. Het is de meest voorkomende blauwe druif in de Oostenrijkse wijnbouw.  In 2008 besloeg het areaal aldaar 6512 hectare. Ook wordt zij in Kroatië, Hongarije, Duitsland en Canada verbouwd.

## Synoniemen
- Blaue Zweigeltrebe
- Blauer Zweigelt
- Cvaigelt
- Cveigelt
- Rotburger
- Zweigelt Szőlő
- Zweigeltrebe
- Zweigeltrebe Blau

Zuchtnummer: Klosterneuburg 71